# Norma Haydee Calderón
Norma Haydee Calderón Arias (El Progreso, 6 de abril de 1967) es una licenciada en Administración de Empresas, política y exdiputada al Congreso Nacional por el Partido Liberal de Honduras para Cortés.

## Obras como diputada
El 14 de febrero de 2006, Calderón presentó una propuesta al Congreso Nacional (la única que presentó en sus dos periodos como diputada) para reactivar el ferrocarril que conduce desde Puerto Cortés hasta Potrerillos. El proyecto fue archivado, hasta que en mayo de 2007, el Ferrocarril Nacional (FCN) intentó crear una terminal para vagones que beneficiaría también a la Empresa Portuaria, valiéndose de la moción de reactivar el ferrocarril, pero el proyecto también fue archivado.
Fue una de las diputadas que logró que Honduras fuera nuevamente aceptado en el Parlamento Latinoamericano durante la XXVI Asamblea en 2010.

## Casos de corrupción
El 10 de septiembre de 1999, el esposo de Calderón, José Ángel Ramírez Benítez, fue asesinado. Su matrimonio con Calderón era su tercer matrimonio, por lo que sus primeros hijos reclamaron la herencia de su padre. Pero se dieron cuenta de que los bienes (un inmueble de 11 manzanas, un lote de 10 varas de largo y 50 de fondo, un lote de 543 varas y un aserradero) ya habían sido supuestamente donados por Ramírez a las tres hijas que procreó con Calderón. Las fechas de los documentos de herencia habían sido firmados días después del asesinato de Ramírez, pero la fecha y la firma habían sido falsificadas, dejando a las hijas de Calderón; Jenny Filomena, Jenny Vanessa y Joselyn Selena Ramírez Calderón, como únicas herederas de los bienes de José Ángel Ramírez.
En enero de 2007, mientras ejercía como diputada, Norma Haydee Calderón fue acusada por el delito de estafa en perjuicio de la empresa Financiera Solidaria. La denuncia fue puesta por Hugo Vicente Alvarado, apoderado legal de Financiera Solidaria, debido a que Calderón se resistía a pagar un préstamo hipotecario de 1,220,000 lempiras, para el cual había ofrecido como garantía una propiedad (de los bienes robados a Ramírez). Meses después, Calderón solicitó otro préstamo usando como garantía otra propiedad (también de los bienes robados a Ramírez), pero fue rechazada y acusada. La jueza de Letras de lo Penal, Ruth Fidelina Padilla, resolvió no aplicarle ninguna medida.
En julio de 2018, Norma Haydee Calderón fue requerida por la Fiscalía y el Ministerio Público como una de los 54 acusados por el delito de lavado de activos, descubiertos por la investigación denominada "Caso Pandora" de la MACCIH y la UFECIC.